# Батальйон штурму та розгородження
Батальйо́н шту́рму та розгоро́дження (БШР) — частина інженерних військ, призначена для інженерного забезпечення частин та підрозділів інших родів військ у наступі. На нього покладені функції прокладення проходів у мінних полях, під час підготовки та безпосередньо у ході наступу; штурм добре укріплених позицій противника з використанням інженерних боєприпасів та засобів розгородження; підтримка наступаючих підрозділів під час бою у міській місцевості.

## Історія
Подібні частини існували в радянській армії в роки Другої світової війни, і мали назву «штурмові інженерно-саперні бригади». Вони були створені для подолання мінних загороджень в ході наступу своїх військ та штурму укріплених позицій противника.
2014 року в російському місті Муром була сформована 1-ша інженерно-саперна бригада резерву верховного головнокомандувача. 2015 року у її складі був сформований новий для Збройних сил Росії тип інженерних підрозділів — батальйон штурму та розгородження (БШР).
Формування штурмових інженерних підрозділів, ймовірно, було викликане впливом досвіду бойових дій на Донбасі. До 2020 року в планах російських військових формування штурмової інженерної бригади в кожній з загальновійськових армій ЗС Росії (їх в ЗС РФ 12, не рахуючи інших об'єднань військ).

## Структура
БШР складається з:
- рот штурму та розгородження (на БТР-82, бронеавтомобіль «Тайфун-К»)
- роти важкої інженерної техніки (ІМР-3, УР-77 «Метеорит», роботи для розмінування)
- підрозділів забезпечення.

Штатна чисельність БШР інженерно-саперної бригади складає приблизно 300 осіб. Вони мають на озброєнні стрілецьку зброю та реактивні піхотні вогнемети «Джміль».

## Спорядження
Виконання цими частинами специфічних завдань обумовило створення для таких частин спеціального спорядження та обладнання. В інженерних військах російської армії використовують три типи захисних комплектів для саперів: ОВР-2-01, ОВР-2-02, ОВР-3Ш. Для частин штурму та розгородження використовують комплект ОВР-3Ш (штурмовий).
ОВР-3Ш — рос. «общевойсковой комплект разминирования (штурмовой)» складається:
- Бронежилету «Каспий» (зі збільшеною площею захисту) 6-го класу
- Шолом «Воин-Кивер РСП» 6-го класу (з захистом обличчя)
- Протиосколкового костюму (з системою кріплення МОЛЛЕ)
- Спеціального тепловідвідного одягу (що запобігає перегріванню організму)
- Гарнітури зв'язку (з можливістю підключення металошукача)
- Індивідуальних датчиків
- Індивідуальних інструментів сапера

Також у склад комплекту для інженерно-штурмових підрозділів входять різноманітні датчики та прилади для ефективного управління підрозділом у ході бою. Та використання підрозділу й окремих військовослужбовців у складі єдиної інформаційної системи. Це підвищує ефективність застосування підрозділу в цілому.
Для цього, комплект ОВР-3Ш включає ряд датчиків:
- GPS навігатор (Глонас)
- Датчик «свій-чужий»
- Датчик «живий-мертвий/поранений»
- Індивідуальну гарнітуру зв'язку (з можливістю підключення металошукача)
- Нашоломну відеокамеру
- Ліхтарик

## Озброєння
На озброєнні інженерних частин штурму та розгородження стоїть колісна бронетехніка: БТР-82, бронеавтомобіль «Тайфун-К»; гусенична техніка: ІМР-3, УР-77. А також планується забезпечити роботизованими інженерними комплексами типу «Уран-6» та іншими.

## Бойовое застосування
Донбас
Відкритого застосування частин інженерно-штурмових підрозділів Росії на Донбасі не виявлено. Але формування таких частин в ЗС РФ почалось після 2014 року, ймовірно, саме на основі бойового досвіду на окупованій території України. Звичайні піхотні та танкові підрозділи не мали достатнього рівня підготовки для подолання мінних полів в ході наступу. А штатні та придані інженерно-саперні підрозділи не мали досвіду дій під час наступу, взаємодії з піхотними частинами та спеціального спорядження.
Сирія
Виконуючи завдання в цій арабській республіці, інженерно-штурмові частини Росії використовували отриманий «донбаський» досвід та переймали нові тактичні прийоми, що використовувались різними сторонами конфлікту в цій країні.
Наприклад «сирійський вал» — створення інженерною технікою земляного валу безпосередньо під час наступу, для підрозділів своїх військ, з ціллю створити захисну земляну споруду. Такий спосіб є ефективний на ділянках місцевості, де немає природних захисних елементів (наприклад, у пустелі).
Отриманий бойовий досвід росіяни активно застосовують на навчаннях.
Участь у цих конфліктах продемонструвала високу ефективність інженерних штурмових підрозділів. Їхньою перевагою став особовий склад, навчений подоланню мінних полів і використанню інженерних боєприпасів безпосередньо у ході наступальних дій — звичайні піхотні підрозділи не мають такої підготовки. Також перевагою БШР є спеціальне спорядження і техніка, пристосована для штурмових дій.

## Характеристика
Досвід застосування спеціальних штурмових підрозділів інженерних військ під час бойових дій на Донбасі та в Сирії підтвердив правильність такого рішення. Ці частини показали свою ефективність, і за планами російських військових будуть розвиватись, а кількість частин буде збільшена.